# Phyllonorycter extincta
Phyllonorycter extincta är en fjärilsart som först beskrevs av Gerfried Deschka 1974.  Phyllonorycter extincta ingår i släktet guldmalar, och familjen styltmalar.
Artens utbredningsområde är Tunisien. Inga underarter finns listade i Catalogue of Life.